# Højslev Stationsby
Højslev Stationsby er en by i Midtjylland nær Skive Fjord med 2.850 indbyggere  (2024), beliggende i Højslev Sogn. Den fungerer som satellitby til Skive. Stationsbyen er beliggende i Skive Kommune og hører til Region Midtjylland. Fire kilometer nord for byen ligger den ældre landsby Højslev.

## Historie
Højslev Station anlagdes med jernbanelinjen Viborg-Skive i 1865. Udviklingen i byen tog fart efter at Højslev Teglværk blev grundlagt i 1879 af teglværksejeren Christian Sørensen og gårdejer Per Odgaard.
I 1875 beskrives byen således: "Højslev med Kirke, Præstegaard, Skole og Jernbanestation".
I 1901 beskrives byen således: "Østerris, ved Landevejen, med Højslev Jærnbanestation med Telegraf- og Telefonst. samt Gæstgiveri og Andelsmejeri".
I 1905 blev Højslev Kros nuværende bygning opført. Højslev Stationsby fortsatte, som andre mindre stationsbyer, sin positive byudvikling frem til 1920. Herefter betød det forbedrede vejnet, at jernbanen ikke var så afgørende som tidligere, og byen voksede langsommere.
Højslev stationsbys indbyggertal:
1906 – 302
1911 – 427
1916 – 468
1921 – 555
1925 – 508
1930 – 565
1935 – 609
1940 – 564
1945 – 616
1950 – 710
1955 – 703
1976 – 1835
1981 – 1890
2000 – 1932
Til sammenligning havde Højslev landsby, der har givet navn til Stationsbyen, i år 2000 blot 245 indbyggere.
Fra Højslev Stationsby er der 7 kilometer til Skive, 24 til Viborg og 46 til Hobro. Byen ligger ca. 3,5 km fra Skive Lufthavn.